# Homeworld (jeu vidéo)
Pour la série, voir Homeworld (série).
Homeworld (se traduisant en français par « monde d'origine ») est un jeu PC sorti en 1999 développé par Relic Entertainment et édité par Sierra Entertainment. Le design des vaisseaux spatiaux fut particulièrement remarqué à l'époque pour son originalité.

## Synopsis
Les habitants de la planète Karak, les Kushan, se rendent compte qu'ils ne sont pas originaires de cette planète. Voulant découvrir leur origine, ils partent à travers la galaxie vers leur planète d'origine : Hiigara.
Mais l'Empire taïdan, dont ils ignorent tout, voit d'un mauvais œil l'incursion d'un vaisseau-mère inconnu dans ses frontières et le tyrannique empereur envoie une flotte détruire Karak et tous ceux qui se trouvent à sa surface, laissant l'équipage du vaisseau-mère et ses 500 000 colons comme derniers représentants de leur race.
La bataille pour la reconquête de leur terre natale commence.

## Système de jeu
Il s'agit du premier jeu spatial de stratégie temps réel où les unités peuvent se déplacer sur trois axes dimensionnels. La caméra est orientable à souhait et le centre de focalisation peut être redéfini sur n'importe quelle unité. Les déplacements d'unités se font en deux étapes : le choix d'une direction puis d'une altitude. Toutes ces actions sont facilitées par des raccourcis clavier.
Il est possible de jouer dans le camp Kushan ou Taïdan, la différence entre les deux nations reposant surtout sur le design des unités. Il existe tout de même deux légères variantes : le chasseur défenseur et la frégate drone des Kushan sont remplacés par le chasseur laser et la frégate bouclier chez les Taïdan.
La campagne solo suit le voyage des survivants Kushan vers Hiigara (à noter qu'il est possible de choisir de jouer l'une ou l'autre des races cela inversant seulement les rôles mais pas les noms). Au cours du voyage, sont présentés d'autres races extraterrestres non jouables, plus ou moins belliqueuses comme les pirates ou les Bentusii.
Le background général du jeu est très fourni, notamment par un dossier de 15 pages d'annexes fournies avec le jeu, expliquant en détail l'origine du voyage et la vie sur Karak.
Une particularité du jeu est que l'armée se conserve d'une mission sur l'autre. Il est donc très difficile de s'adapter à la flotte ennemie qui, elle, change d'une mission sur l'autre, et rend la gestion des ressources primordiale.
La possibilité de déplacements hyper-spatiaux (sorte de téléportation) pendant les parties multijoueur crée des opportunités de stratégies inédites.

## Bande son
À l'exception de la chanson du groupe Yes, intitulée Homeworld (tirée de l'album The Ladder), la plupart des musiques du jeu sont des musiques d'ambiance. À noter aussi la présence de Agnus Dei, écrit par Samuel Barber qui est une version pour chorale de son Adagio pour cordes qu'il a adapté en 1967 pour les Santa Barbara Quire of Voyces, un chœur de huit voix. Un CD-audio contenant les treize pistes écrites par Paul Ruskay était inclus dans la première version GOTY (Game Of The Year edition), mais pas dans la suivante (celle marquée du bandeau "Best Seller Series").

## Série
- 1999 - Homeworld
- Homeworld Raider Retreat qui est une version allégée de Homeworld, gratuite et ne comprenant que cinq nouveaux niveaux que Relic a développé pour promouvoir Homeworld
- 2000 - Homeworld : Cataclysm
- 2003 - Homeworld 2
- 2015 - Homeworld Remastered Collection qui est une version HD de Homeworld 1 et 2
- 2016 - Homeworld: Deserts of Kharak
- 2022 - Homeworld 3

## Accueil
| Homeworld             |      |       |
| Média                 | Pays | Notes |
| Computer Gaming World | US   | 4.5/5 |
| GameSpot              | US   | 90 %  |
| Gen4                  | FR   | 5/5   |
| IGN                   | US   | 95 %  |
| Jeuxvideo.com         | FR   | 18/20 |
| Joystick              | FR   | 90 %  |
| PC Gamer US           | US   | 93 %  |
| PC Zone               | UK   | 94 %  |
| Compilations de notes |      |       |
| Metacritic            | US   | 93 %  |

Homeworld est notamment élu « meilleur jeu de stratégie » de l'année 1999 par le magazine Computer Gaming World.